# Della Faille de Leverghem

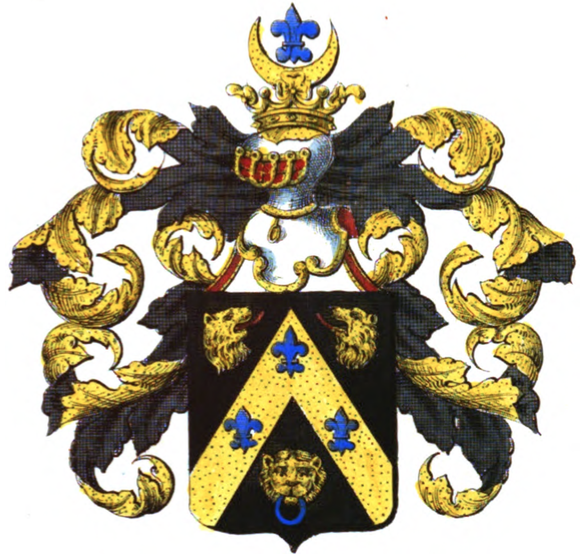
Wapen van de familie della Faille de Levergehem.

Della Faille de Leverghem is een tak van de Zuid-Nederlandse adellijke familie della Faille.

## Geschiedenis
De tak 'de Leverghem' is als naam tamelijk recent onder de verschillende familietakken van de familie della Faille. De voorvaders waren gewoon 'della Faille', afstammelingen van de stamvaders Pieter van der Faelge (1478-1546) en zijn zoon Jean della Faille, de Oudere (1515-1582).
Daarop volgden zes generaties:
- Charles della Faille (1546-1617) x Marie Celosse.
  - Jean della Faille (1569-1641) x Marie van den Wouwere.
    - Augustin della Faille (1607-1675), licentiaat in de rechten, x Anne Prevost de Val. Jerôme werd geadeld in 1642.
      - Jerôme della Faille (1668-1725), heer van Coolputte, x Marie van Langenbergh.
        - Charles della Faille (1692-1760), heer van Coolputte, x Marie-Anne de Labistrate.
          - Jerôme della Faille (1719-1792), heer van Coolputte, x Marie Collin.

De zoon van Jérome della Faille en Marie Collin was:
- Joseph Charles Henri Jean Népomucène della Faille (Antwerpen, 9 april 1754 - 24 maart 1822), laatste heer van Coolputte. In 1771 was hij aalmoezenier van Antwerpen, in de Franse tijd werd hij raadslid in de algemene raad van het departement van de Twee Nethen, onder het Verenigd Koninkrijk der Nederlanden werd hij lid van de Eerste Kamer. In 1816 verkreeg hij erkenning in de erfelijke adel onder de naam della Faille-Leverghem en werd hij benoemd in de Ridderschap van de provincie Antwerpen. De toevoeging 'Leverghem' verwees naar zijn echtgenote Catherine de Witte (1755-1803), met wie hij in 1776 trouwde en van wie de familie sinds 1676 de heerlijkheid Leverghem bezat, aangekocht door Jean-Antoine de Witte, burgemeester van Antwerpen. Het echtpaar had acht kinderen, van wie slechts een voor mannelijke nazaten zorgde.
  - Charles della Faille dit de Ter Bruggen (1784-1849) trouwde te Antwerpen in 1806 met Marie-Françoise-Reine Osy (gestorven in het kinderbed) en met Reine van de Werve. Er was een dochter van het eerste en zeven kinderen van het tweede bed. Opnieuw was maar een van de kinderen voortzetter van de familielijn.
    - Alphonse della Faille de Leverghem (1809-1879), volksvertegenwoordiger. Hij trouwde met Clémentine van Havre (1812-1877). Ze hadden zeven kinderen.
      - Charles della Faille de Leverghem (1842-1902), senator. In 1893 werd hij tot graaf verheven.
        - Georges della Faille de Leverghem (1869-1944) werd ambassadeur. Hij was medestichter van de Koninklijke vereniging van de adel in België, voorzitter van de familievereniging della Faille. Hij trouwde met Simonne Maskens (1876-1946), grootmeesteres aan de hoven van de koninginnen Elisabeth en Astrid.
          - Charles della Faille de Leverghem (1906-1960) trouwde met Phyllis Paterson (1905-1975). Hij was de laatste della Faille van deze familietak.

      - Alexandre della Faille de Leverghem (1845-1907). Hij was Pauselijk Zoeaaf en nam deel aan de Slag bij Mentana. Hij trouwde met Marie Mols (1846-1911). Ze hadden negen kinderen, van wie er drie voor nazaten-naamdragers zorgden.
        - Gaston della Faille de Leverghem (1870-1920) was een dichter.
        - Gustave della Faille de Leverghem (1871-1966), baronstitel in 1956, titel graaf in 1964, overdraagbaar bij eerstgeboorte, trouwde met Isabelle de Meester (1871-1954). Ze hadden negen kinderen, van wie er vijf die de mannelijke lijn verder zetten.
        - Jules della Faille de Leverghem (1873-1936), provincieraadslid van Antwerpen, gemeenteraadslid van Deurne, trouwde met Maria Bosschaert de Bouwel (1881-1947), met verdere nazaten-naamdragers.
        - Henry della Faille de Leverghem (1882-1919) trouwde met Isabelle Bosschaert de Bouwel (1885-1959). Ook van hen talrijke afstammelingen.
          - Pierre della Faille de Leverghem (1906-1989), schrijver, dichter.

      - Jean della Faille de Leverghem (1851-1929), was schepen van Brasschaat en kreeg in 1921 de titel baron, overdraagbaar bij eerstgeboorte. Deze tak doofde in 1944 in de mannelijke lijn uit.